# Helten fra Sahara
Helten fra Sahara er en amerikansk stumfilm fra 1919 af Park Frame.

## Medvirkende
- H.B. Warner som Rand
- Barbara Castleton som Ethel Lambert
- Wedgwood Nowell som Beverly
- Carmen Phillips som Fanina
- Manuel R. Ojeda som Jouder